# Place Claude-François
La place Claude-François est une voie située dans le 16e arrondissement de Paris.

## Situation et accès
Elle est située boulevard Exelmans, au droit des nos 23 à 31 entre l'avenue de Versailles et la rue Chardon-Lagache.

## Origine du nom
Elle porte le nom de l'auteur, compositeur et interprète de variété Claude François (1939-1978).

## Historique
Cette place est créée par un arrêté municipal du 3 février 1999 sur l'emprise des voies qui la bordent sous le nom de « place Claude-François ».
Elle est inaugurée à Paris, boulevard Exelmans, dans le 16e arrondissement, au pied de l'ancien domicile parisien de l'artiste situé au 46, boulevard Exelmans, à l'occasion du 22e anniversaire de sa mort, le 11 mars 2000, non loin de ses bureaux au no 122 de la même voie. Des centaines de fans et des personnalités du monde du spectacle et de la télévision assistent à la cérémonie,,.
Tout comme le moulin de Dannemois, la place est l'un des endroits de pèlerinage prisé par les fans du chanteur mais, note Radio France Internationale en 2018, « de nombreux admirateurs estiment que leur vedette préférée mérite mieux qu'un parking ». En effet la place est aménagée sur un terre-plein central du boulevard destiné à accueillir des voitures.
En janvier 2023, la mairie de Paris annonce que dans le cadre de la démarche « Embellir votre quartier », un nouvel espace vert arboré va remplacer des places de stationnement, au pied de l’ancien domicile de l’artiste.